# Mr. Incredibile
(La tipica esclamazione di Mr. Incredibile)
Mr. Incredibile, il cui vero nome è Robert Parr (soprannominato Bob), è un supereroe dei film d'animazione Pixar Gli Incredibili - Una "normale" famiglia di supereroi e Gli Incredibili 2.

## Biografia del personaggio
Ne Gli Incredibili, Bob viene presentato come Mr. Incredibile, un supereroe dotato di forza erculea e conosciuto in tutto il mondo. Nel 1947 ha sposato Helen Parr, nota come la supereroina Elastigirl, da cui ha avuto tre figli: Violetta, Flash e Jack-Jack. In seguito al matrimonio, tutti i supereroi (chiamati anche "Super"), compreso lui, vengono banditi dalla società e considerati fuorilegge. Quindici anni dopo, nel 1962, Bob viene mostrato nella sua attuale vita: lavora come impiegato di una compagnia assicuratrice, mentre sua moglie lavora come casalinga. La nostalgia dei tempi da supereroe per Bob è forte e, insieme all'amico Lucius Best (Siberius), si limita a sventare piccoli furti e salvare gente in pericolo all'insaputa di tutti, compresa Helen. Quando una donna di nome Mirage scopre la sua identità civile e lo informa di una missione che richiede il suo intervento, Bob accetta con entusiasmo di tornare in azione. Scoprirà infine che ciò è una trappola orchestrata da Buddy divenuto Sindrome, il suo vecchio fan numero uno. Lo vedrà completamente cambiato, trasformatosi in un genio del male spietato e crudele. Bob ammetterà di essere dispiaciuto, per averlo trattato in quel modo tempo fà, ma ormai è inutile. Nonostante si dia alla fuga, verrà alla fine, catturato da Sindrome attraverso il lancio di palle appiccicose che lo ricoprono completamente. Viene salvato e aiutato da sua moglie e dai suoi figli.
Ne Gli Incredibili 2, la trama principale del film mostra Mr. Incredibile in un ruolo secondario nel film, dal momento che Elastigirl ottiene un ruolo maggiore nel combattere il crimine e nel vedersela con l'Ipnotizzaschermi. Durante le attività di Helen per promuovere il ritorno dei Super, Bob cerca di provvedere ai figli e alla casa, impresa che si rivela molto difficile e impegnativa per lui. Anche se finisce per diventare una vittima di Evelyn, viene salvato dai suoi figli e viene finalmente a conoscenza delle prime 17 abilità sovrumane di Jack-Jack.

## Personalità
Bob è gentile, amichevole, coraggioso, eroico e simpatico. Ama la moglie Helen, anche se non trascorre molto tempo con la sua famiglia e spesso è impegnato nel combattere il crimine.
Il suo file NSA lo descriveva come facilmente distratto e incapace di stabilire le priorità. Sfortunatamente ha anche alcuni problemi di ego e alcuni tratti di personalità narcisistici lievi.

## Poteri e abilità
Il superpotere principale di Mr. Incredibile è la sua super forza. Sebbene i limiti precisi della sua forza non siano chiaramente stabiliti, il limite esatto di sollevamento è ben superiore alle 66 tonnellate, anche se è stato visto su panca con una locomotiva da 153 tonnellate. La forza nelle sue gambe gli dà una capacità di salto incredibile, con corrispondente agilità, e può correre più velocemente di normale essere umano, anche se né la sua velocità né l'agilità possono avvicinarsi a quelle di suo figlio, Flash. A causa della sua forza, ha anche una buona capacità di nuoto, sebbene la sua capacità polmonare sembri essere sostanzialmente uguale a quella di un normale essere umano. Mr. Incredibile ha anche un grado sovrumano di resistenza e durata: può sopportare enormi quantità di traumi fisici, comprese cadute da più piani, l'impatto diretto di un treno, sfondare muri di mattoni e sopportare 100.000 volt di elettricità mentre è sotto tortura. Sebbene abbia un certo grado di invulnerabilità, le cose che producono una grande forza possono comunque causargli dolore. Mr. Incredibile non mostra un'intelligenza sovrumana, ma i suoi anni di esperienza da supereroe gli permettono di formulare rapidamente strategie efficaci per affrontare avversari che non possono essere sconfitti solo dalla sua forza, e lo hanno reso anche un combattente disarmato esperto.

## Sviluppo
Nel progettare la famiglia degli Incredibili, Brad Bird voleva che ognuno avesse poteri collegati alla propria personalità. Ha pensato che, come padre, Bob era obbligato dalla società a seguire molte diverse direzioni, il che lo ha portato ad assegnargli un'abilità molto forte.

## Accoglienza
Mr. Incredibile è stato classificato al 5º posto nella lista IGN dei 10 migliori personaggi Pixar. I lettori della rivista Empire hanno anche votato Mr. Incredibile al numero 8 nella lista dei 20 migliori personaggi Pixar di quella rivista.

## Nella cultura di massa
Nel 2021 è spopolato il meme "Mr. Incredible becoming uncanny", generando ilarità fra i giovani.